# Coppa Intercontinentale 1961
La Coppa Intercontinentale 1961 è stata la seconda edizione del trofeo riservato alle squadre vincitrici della Coppa dei Campioni e della Coppa Libertadores.

## Avvenimenti
Il Peñarol approdò alla seconda Intercontinentale in due anni, sempre sotto la guida di Roberto Scarone; il Benfica, invece, arriva per la prima volta alla competizione, dopo la vittoria della Coppa dei Campioni. La prima gara terminò 1-0 per i lusitani, che passarono con Mário Coluna. L'incontro di ritorno vide la vittoria del Peñarol per 5-0, con doppiette del peruviano Joya e dell'ecuadoriano Spencer, oltre al gol su calcio di rigore di Sasía. Dato che ognuna delle due squadre aveva vinto una gara, si rese necessaria la "bella", che si tenne a due giorni di distanza dal ritorno e che fu appannaggio del Peñarol, che si impose con la doppietta di Sasía, nonostante l'esordio internazionale di un giovane Eusébio, subito bagnato da una rete. Nel 2017, la FIFA ha equiparato i titoli della Coppa del mondo per club e della Coppa Intercontinentale, riconoscendo a posteriori anche i vincitori dell'Intercontinentale come detentori del titolo ufficiale di "campione del mondo FIFA", inizialmente attribuito soltanto ai vincitori della Coppa del mondo per club.

## Tabellino

### Andata
| Arbitro: | Huber |

| |            | |
| Coluna 60’ | Marcatori  | |
| Costa Pereira 1 P Ângelo 2 D Saraiva 3 D Mário João 4 D Neto 5 C Cruz 6 C José Augusto 7 A Santana 8 A Águas 9 A Coluna 10 A Cavém 11 A | Formazioni | P 1 Maidana D 2 González D 3 Martínez D 4 Aguerre C 5 Gonçálvez C 6 Cano A 7 Cubilla A 8 Spencer A 9 Cabrera A 10 Sasía A 11 Ledesma |
| Guttmann | Allenatori | Scarone |

### Ritorno
| Arbitro: | Nay Foino |

| |            | |
| Sasía 10’ (rig.) Joya 18’, 28’ Spencer 42’, 58’                                                                                   | Marcatori  | |
| Maidana 1 P Martínez 2 D Cano 3 D González 4 D Gonçálvez 5 C Aguerre 6 C Cubilla 7 A Ledesma 8 A Sasía 9 A Spencer 10 A Joya 11 A | Formazioni | P 1 Costa Pereira D 2 Ângelo D 3 Saraiva D 4 Mário João C 5 Neto C 6 Cruz A 7 José Augusto A 8 Santana A 9 Mendes A 10 Coluna A 11 Cavém |
| Scarone | Allenatori | Guttmann |

### Spareggio
| Arbitro: | Praddaude |

| |            | |
| Sasía 5’, 40’ (rig.) | Marcatori  | 35’ Eusébio |
| Maidana 1 P Martínez 2 D Cano 3 D González 4 D Gonçálvez 5 C Aguerre 6 C Cubilla 7 A Ledesma 8 A Sasía 9 A Spencer 10 A Joya 11 A | Formazioni | P 1 Costa Pereira D 2 Ângelo D 3 Humberto D 4 Cruz C 5 Neto C 6 Cavém A 7 José Augusto A 8 Eusébio A 9 Águas A 10 Coluna A 11 Simões |
| Scarone | Allenatori | Guttmann |